# Mrągowo
Mrągowo (jusqu'en 1947: Ządźbork ; en allemand : Sensburg) est une ville du nord-est de la Pologne, située dans la voïvodie de Varmie-Mazurie. C'est le chef-lieu du powiat de Mrągowo. La ville forme elle-même une gmina urbaine et est aussi le centre administratif de la gmina rurale de Mrągowo dont elle ne fait pas partie.

## Géographie

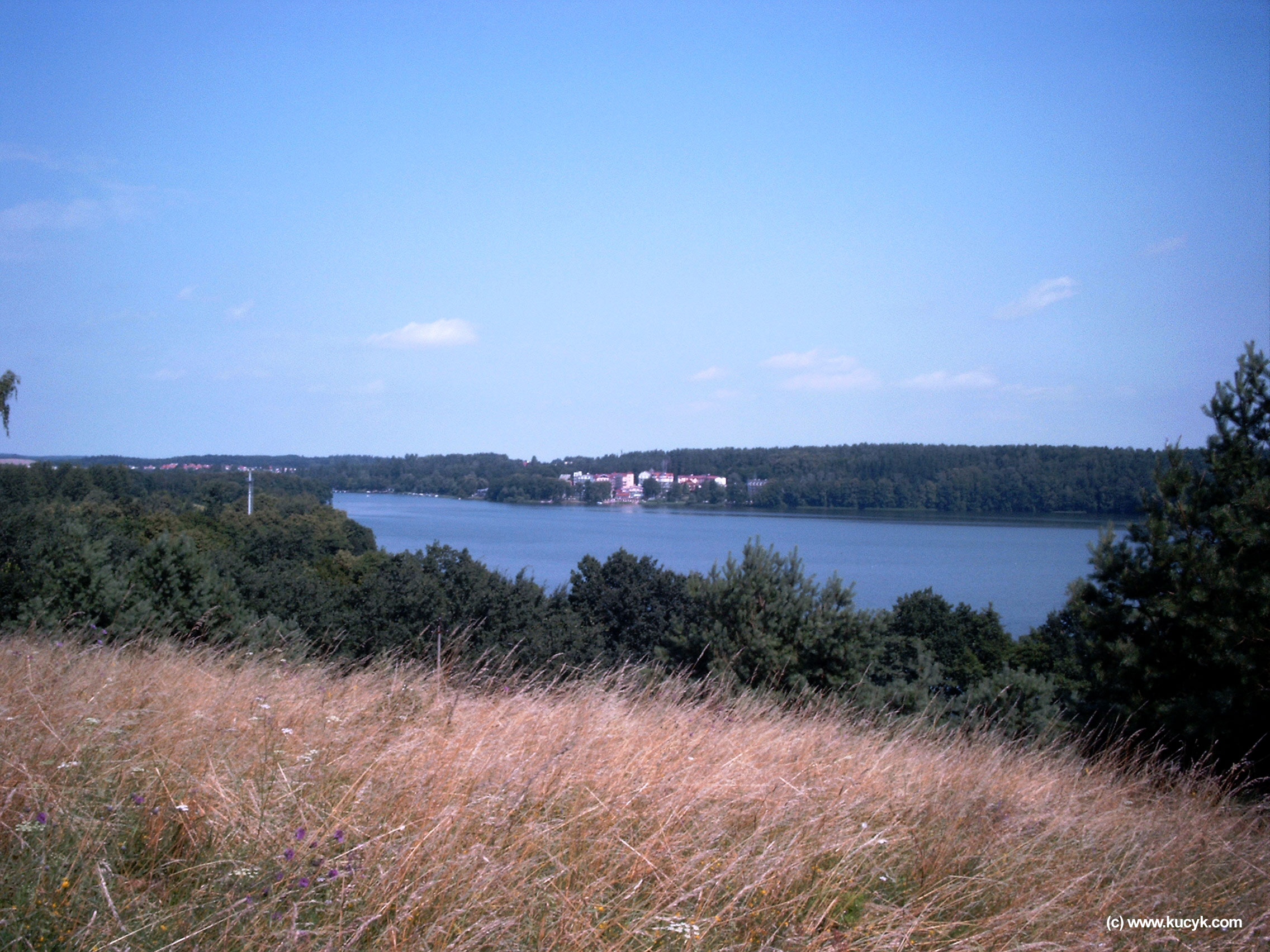
Vue sur le lac de Czos.

La ville se trouve 60 kilomètres à l'est d'Olsztyn, sur le bord de la région des lacs de Mazurie. Située dans la région géographique de Mazurie, la communauté fait partie du patrimoine historique et culturel de l'ancienne province de Prusse-Orientale.
Le relief de la région est d'origine glaciaire. Les avancées et reculs des glaciers ont donc fait naitre des collines morainiques (parfois 200 m) entre lesquels se sont nichés des lacs (Czos, Juno, Juksty, Salęt, et Wągiel). Les collines couvertes de forêts et cette omniprésence de l'eau font de Mrągowo un centre touristique.

## Histoire
Vers 1348, l'ordre Teutonique fit construire un château fort (Burg) autour duquel se formait peu à peu une agglomération. Le nom de Sensburg, de vieux-prussien : senas, « vieux », repose probablement sur une implantation plus ancienne. Depuis le XVe siècle, l'établissement jouit les privilèges urbains en vertu du droit de Culm, confirmés par le grand maître Konrad von Jungingen en 1444. À partir de 1525, Sensburg se situait dans la partie sud du duché de Prusse, puis, à partir de 1772 de la province de Prusse-Orientale. À partir de 1818, Sensburg est le chef-lieu de l'arrondissement de Sensburg (de).
Occupée par l'Armée rouge au cours de l’offensive de Prusse-Orientale en 1945, la ville, selon les prescriptions de la conférence de Potsdam, est donc donnée à la Pologne en 1945. L'essentiel de la population allemande est expulsée par l'État, selon les décrets Bierut, et la ville (détruite à 20 % par la guerre) est donc repeuplée par des Polonais.
La population locale épargnée par la expulsée en raison de leur appartenance ethnique polonaise, mais beaucoup ont résisté à être traités comme des Polonais. Les années 1940-1950 ont vu des mesures répétées mises en œuvre pour forcer les habitants à signer qu'ils étaient Polonais ou à recevoir des cartes d'identité polonaises. Les personnes qui refusaient étaient souvent internées.
En 1947, Sensburg est rebaptisée Mrągowo en l'honneur du pasteur Krzysztof Celestyn Mrongowiusz (pl) (1764–1855), un défenseur de la langue polonaise lors de la période prussienne.

## Événements
- Festival de country music depuis 1983[2].

## Jumelages
- Grünberg (Allemagne) – depuis 1993
- Limanowa (Pologne) – depuis 2006
- Remscheid (Allemagne) – depuis 2015
- Zelenogradsk (Russie)

## Personnalités
- Adolf Hering (1863-1932), peintre et illustrateur
- Richard von Hegener (1905–1981), fonctionnaire sous le Troisième Reich.